# Vanni malabarica
Vanni malabarica is een krabbensoort uit de familie van de Gecarcinucidae. De wetenschappelijke naam van de soort is voor het eerst geldig gepubliceerd in 1912 door Henderson.